# 莫克斯利山
78°25′S 162°21′E / 78.417°S 162.350°E
莫克斯利山（英語：Mount Moxley）是南極洲的山峰，位於維多利亞地的斯科特海岸，屬於皇家學會嶺的一部分，美國地質調查局根據測量和該國海軍的空中照片繪入地圖，現時由南極條約體系管理。